# Uxantis plagiata
Uxantis plagiata är en insektsart som först beskrevs av Walker 1870.  Uxantis plagiata ingår i släktet Uxantis och familjen Flatidae. Inga underarter finns listade i Catalogue of Life.